# Heiko Stang

Heiko Stang (2003)

Heiko Stang (* 8. Februar 1963 in Ost-Berlin) ist ein deutscher Schauspieler, Sänger, Regisseur und Autor.

## Leben
In Baumschulenweg, im Berliner Bezirk Treptow-Köpenick aufgewachsen, wurde er zunächst als Facharbeiter für Nachrichtentechnik ausgebildet. Bereits als Kind nahm er bei seinem Onkel Siegfried Uhlenbrock Gitarrenunterricht, bevor er 1985 seine musikalische Ausbildung an der Musikschule Friedrichshain begann. Von 1988 bis 1992 studierte er Gesang bei Traute Kottusch und Ruth Hohmann an der Hochschule für Musik "Hanns Eisler" Berlin und wurde u. a. in Schauspiel und Klavier ausgebildet. Bei Prof. Alfons Wonneberg studierte er Arrangement und machte 1992 seinen Abschluss als Gesangspädagoge. Nach seinem Staatsexamen kam er über ein Engagement als Jesus in Jesus Christ Superstar an den Bühnen der Stadt Gera 1993 zum Musiktheater. Er spielte u. a. die Hauptrollen den Musicals Cabaret, West Side Story, La Cage Aux Folles, Grease, Godspell, Elisabeth, Tanz der Vampire, Titanic, Evita, Anatevka, Kiss Me Kate.
Heiko Stang arbeitete als darstellender Künstler an verschiedenen Theatern in Deutschland und Österreich wie u. a. Friedrichstadt-Palast, Opernhaus Halle, Landestheater Eisenach, Raimundtheater, Neuköllner Oper, Theater an der Wien, Neue Flora Hamburg, Staatstheater Braunschweig, Staatstheater Kassel sowie unter der Regie von Peter Lund, Dietmar Seyffert, Eddy Habbema, Harry Kupfer und Roman Polanski.
Seit 2006 ist er neben seiner Arbeit als darstellender Künstler auch als Regisseur, Autor und Komponist tätig. So inszenierte und schrieb er 2007 die Musik und die Liedtexte für das Weihnachtsmusical Ein kleines bisschen Weihnacht für den WeihnachtsZauber Gendarmenmarkt und inszenierte verschiedene Gala u. a. im Berliner Konzerthaus mit dem Deutschen Filmorchester Babelsberg. Bei der Uraufführung der Musical-Fassung von Rolf Hochhuths Inselkomödie mit Johannes Heesters 2010 im Theater am Schiffbauerdamm übernahm er kurzfristig die Regie und inszenierte die musikalisch-szenische Lesung von Jentl nach Isaac Bashevis Singer 2012 am Stadttheater Cöpenick Berlin, für die er auch die Bühnenfassung und die deutschen Liedtexte schrieb.
Seine Musicaladaption Der Hauptmann von Köpenick nach der gleichnamigen Tragikomödie von Carl Zuckmayer, erlebte 2015 in Berlin im Rathaus Köpenick seine Uraufführung. Hierfür schrieb er die Musik sowie die Liedtexte und führte Regie.

## Theater

### Rollen
- Jesus Christ Superstar als Jesus und Judas (Gera) 1993–1995
- Cabaret als Conferencier (Gera) 1993–1994
- Grease als Teen Angel und Vince Fontain (Berlin) 1994
- La Cage aux Folles (dt.: Ein Käfig voller Narren) als Zaza (Zwickau) 1995
- West Side Story als Tony (Gera 1994–1996, Eisenach 1996, Rudolstadt 1997)
- Godspell als Jesus (Opernhaus Halle) 1996–1997
- Pico als John Lennon u. a. (Hamburg) 1997
- Elisabeth als Tod u. a. (Theater an der Wien) 1997–1998
- Der Herr der Ringe als Samweis (Berlin) 1998–1999
- Tanz der Vampire als Graf Krolock u. a. (Raimundtheater Wien) 1999–2000
- No way to treat a lady (dt.: So behandelt man keine Dame) als Morris Brummel (Berlin) 2001
- What a feeling! als Chris (Bonn) 2001–2004
- Königsmark als Königsmark (Neues Theater Hannover) 2002
- Titanic – Das Musical als 3. Offizier Herbert Pitmann und Mayor (Neue Flora Hamburg) 2002–2003
- Elefantenmensch als Faghead (Neuköllner Oper Berlin) 2004
- Evita als Oberst Peron (Staatstheater Braunschweig) 2004–2005
- Dynamit (Musical) als Alfred Nobel (Kleines Theater Berlin) 2011
- Anatevka als Lazar Wolf (Burgfestspiele Bad Vilbel) 2011
- Friedrich - Mythos und Tragödie (Musical) als Friedrich Wilhelm I. (Metropolis Halle Potsdam) 2012
- Rhönpaulus als Richard (Dermbacher Schlossfestspiele) 2012
- Kiss me, Kate als Harry Trevor/Baptista (Staatstheater Kassel) 2015–2016
- Im weißen Rößl als Giesicke (Staatstheater Cottbus) 2020
- Jesus Christ Superstar als Pontius Pilatus (Brandenburger Theater) 2021

### Regie
- What a feeling! – Berlin (2006)
- Ein kleines bisschen Weihnacht – Berlin (2007)
- WeihnachtsZauberRevue – Berlin (2008)
- Inselkomödie oder Lysistrate und die NATO – Berlin (2010)
- JENTL der Talmudstudent – Eine musikalisch-szenische Lesung – Berlin (2012)
- Der Hauptmann von Köpenick (Musical) – Berlin (2015)

## Filmografie (Auswahl)
- 2002: Hinter Gittern – Der Frauenknast, Folge 238
- 2002: Streit um drei, Folge 444c
- 2004: Blaue Blumen als Andy
- 2005: Follow Me
- 2007: Deadline – Jede Sekunde zählt,  Folge Ultimatum
- 2011: Hapes zauberhafte Weihnachten (Bestes Comedyevent 2011)

## Diskografie (Auswahl)
- Titanic – Das Musical – Original Hamburg Cast CD (2002)
- What a feeling – Original Cast Bonn CD (2003)
- Der Herr der Ringe – Promo Berlin CD (1999)
- Dynamit – Promo Berlin CD (2010)
- Friedrich, Mythos und Tragödie – Original Cast CD/DVD (2012)
- Der Hauptmann von Köpenick (Musical) CD (2017)